# 간자키군 (효고현)

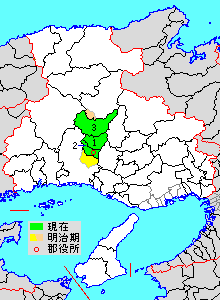
효고현 간자키군의 위치 (연노랑: 후에 다른 군에 편입된 구역)
1.이치카와정 2.후쿠사키정 3.가미카와정

간자키군(일본어: 神崎郡)은 일본 효고현(하리마국)에 있는 군이다.
인구 38,500명, 면적 330.69km², 인구밀도 116명/km².(2025년 3월 1일, 추계인구)
이하 3정으로 구성된다.
- 후쿠사키정(福崎町)
- 이치카와정(市川町)
- 가미카와정(神河町)

## 군역
1896년 행정 구역으로 발족 당시의 군역은 위의 3정 외에 아래 구역에 해당한다.
- 히메지시의 일부
- 아사고시의 일부

## 역사

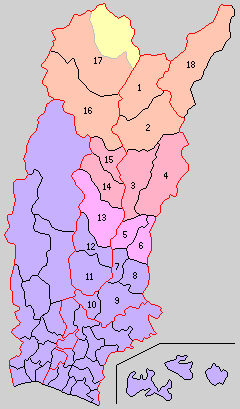
1.오야마촌 2.아와가촌 3.가와베촌 4.세카촌 5.다와라촌 6.야치쿠사촌 7.후나쓰촌 8.야마다촌 9.도요토미촌 10.도호리촌 11.고로촌 12.나카데라촌 13.후쿠사키촌 14.아마지촌 15.쓰루이촌 16.데라마에촌 17.하세촌 18.오치다니촌 (보라: 히메지시 노랑: 아사고시 분홍: 후쿠사키정 빨강 이치카와정 주황: 가미카와정)

- 1896년 4월 1일 - 군제 시행에 따라 진토군·진사이군 및 다카군의 일부 구역으로 간자키군이 발족.(18촌)
  - 구 진토군(10촌) - 오야마촌(大山村), 아와가촌(粟賀村)(현 가미카와정), 가와베촌(川辺村), 세카촌(瀬加村)(현 이치카와정), 다와라촌(田原村), 야치쿠사촌(八千種村)(현 후쿠사키정), 후나쓰촌(船津村), 야마다촌(山田村),  도요토미촌(豊富村), 도호리촌(砥堀村)(현 히메지시)
  - 구 진사이군(7촌) - 고로촌(香呂村),  나카데라촌(中寺村)(현 히메지시), 후쿠사키촌(福崎村)(현 후쿠사키정), 아마지촌(甘地村), 쓰루이촌(鶴居村)(현 이치카와정), 데라마에촌(寺前村)(현 가미카와정), 하세촌(長谷村)(현 아사고시, 가미카와정)
  - 구 다키군(1촌) - 오치다니촌(越知谷村)(현 가미카와정)
- 1925년 12월 1일 - 후쿠사키촌이 정제 시행으로 후쿠사키정(福崎町)이 됨.(1정 17촌)
- 1933년 4월 1일 - 도호리촌이 히메지시에 편입.(1정 16촌)
- 1954년 3월 31일 - 고로촌·나카데라촌이 합병하여, 고데라정(香寺町)이 발족.(2정 14촌)
- 1955년
  - 3월 31일(4정 9촌)
    - 오치다니촌·오야마촌·아와가촌이 합병하여, 간자키정(神崎町)이 발족.
    - 데라마에촌·하세촌이 합병하여, 오카와치정(大河内町)이 발족.

  - 7월 25일 - 가와베촌·세카촌·아마지촌·쓰루이촌이 합병하여, 이치카와정(市川町)이 발족.(5정 5촌)
- 1956년
  - 4월 3일 - 후나쓰촌·야마다촌·도요토미촌이 합병하여, 진난정(神南町)이 발족.(6정 2촌)
  - 5월 3일 - 다와라촌·야치쿠사촌·후쿠사키정이 합병하여, 새로이 후쿠사키정이 발족.(6정)
- 1957년 4월 1일 - 오카와치정의 일부가 아사고군 이쿠노정에 편입.
- 1958년 1월 1일 - 진난정이 히메지시에 편입.(5정)
- 2005년 11월 7일 - 간자키정·오카와치정이 합병하여, 가미카와정(神河町)이 발족.(4정)
- 2006년 3월 27일 - 고데라정이 히메지시에 편입.(3정)